# Cog
Cog är en humanoid som utvecklats i ett forskningsprojekt på MIT där Rodney Brooks är den mest drivande kraften. Cog översätts från engelska som kugge och är samtidigt en förkortning på det engelska ordet cognition som betyder kognition. 

## Konstruktion
Roboten var från början mycket enkel i sin konstruktion men den har med tidens lopp blivit mer och mer avancerad då den ständigt är under utveckling. Till skillnad från de japanska humanoidutvecklarna har Rodney lagt ner mer energi på robotens AI än på själva mekaniken som den är uppbyggd av. Rodney har själv sagt att han har roboten Data i Star Trek som förebild för Cog. En av grundtankarna med Cog är att han ska ha reflexer. Därför finns det direktkopplingar från sinnena till musklerna. Det gör det möjligt för Cog att till exempel hålla balansen trots att de högre hjärnfunktionerna inte finner något mönster i tillvaron.

## Mål
Målet är att Cog ska bli en människokopia. För att uppnå detta mål har Rodney ställt upp ett antal beteenden som Cog till slut ska ha för att på så sätt ge intrycket av att vara en intelligent varelse. Rodney följer alltså teorin att alla Cogs enkla beteenden och känslor tillsammans ska ge en summa i form av intelligens.
Exempel på beteenden som Cog ska ha
- Cog ska ha samma ögonrörelser som ett däggdjur och kunna följa ett objekt med blicken.
- Ögonen ska kunna skifta mellan att fokusera på ett objekt och att ta in en helhets bild av hela omgivningen.
- Cog ska kunna se skillnad på levande objekt och materiella objekt.